# La Guerre dans l'ombre

La Guerre dans l'ombre (The Adventures of Tartu) est un film d'espionnage britannique réalisé par Harold S. Bucquet, sorti en 1943.

## Synopsis
Parlant couramment l'allemand et le roumain, le capitaine britannique Terrence Stevenson est missionné pas les Services secrets pour s'emparer de la formule d'un gaz toxique fabriqué pour les nazis en Tchécoslovaquie. Il doit aussi s'arranger pour faire sauter l'usine où est confectionné le produit.
Se faisant passer pour le capitaine Jan Tartu, officier de la Garde de fer, il s'installe dans la pension d'Anna Palacek, où se côtoient des nazis et patriotes tchèques. Les aventures de Tartu peuvent commencer et elles seront nombreuses.

## Fiche technique
- Titre original : The Adventures of Tartu
- Titre français : La Guerre dans l'ombre
- Titre américain alternatif : Sabotage Agent
- Réalisation : Harold S. Bucquet
- Assistant réalisateur : William J. Dodds
- Scénario : John Lee Mahin, Howard Emmett Jones, d'après l'histoire de John C. Higgins
- Directeur de la photographie : John J. Cox
- Cadreur : Jack Asher
- Musique et directeur musical : Louis Levy
- Décors : John Bryan
- Son : W. Wilson
- Montage : Douglas Myers
- Producteur : Irving Asher
- Producteur associé : Harold Huth
- Directeur de production : Laurence Evans
- Société de production : Metro-Goldwyn-Mayer British Studios
- Société de distribution : Metro-Goldwyn-Mayer
- Pays d'origine :  Royaume-Uni
- Langue originale : anglais
- Tournage : de juillet à août 1942 aux studios d'Islington
- Format : Noir et blanc — 35 mm — 1,37:1 — Mono (British Acoustic Film Sound System)
- Durée : 111 minutes (UK) / 103 minutes (USA)
- Dates de sortie : 
  -  États-Unis: 24 septembre 1943
  -  Royaume-Uni : 15 novembre 1943
  -  France : 10 avril 1948 (inédit à Paris)

## Distribution
- Robert Donat : le capitaine Terrence Stevenson, qui se fait passer pour le capitaine Jan Tartu
- Valerie Hobson : Maruschka Lanova
- Glynis Johns : Pavla Palacek
- Walter Rilla : l'inspecteur Otto Vogel
- Martin Miller : le docteur Novotny
- Phyllis Morris : Anna Palacek
- Anthony Eustrel : l'officier de la police militaire allemand
- Percy Walsh : le docteur Willendorf
- David Ward : Bronte
- Charles Carson : Arthur Wakefield